# Dean Sewell
Dean Sewell, né le 13 avril 1972, est un footballeur jamaïcain qui évoluait au poste de défenseur.

## Carrière internationale
Dean Sewell était présent dans le groupe jamaïcain qui a participé au Mondial 1998 en France. Il marqua le second but de la finale de la coupe caribéenne 1998 face à Trinité-et-Tobago pour une victoire des siens 2-1.

## Palmarès
Vainqueur de la Coupe caribéenne des nations (1998)